# 타카기 만페이
타카기 만페이(高木万平, 1985년 10월 22일 ~ )는 일본의 배우이다. 쌍둥이 동생은 배우 타카기 신페이(高木心平).

## 출연작

### 드라마
- 2007년 《수권전대 게키렌쟈》- 후카미 레츠/게키 블루 역

### 영화
- 2012년 《오란고교 호스트부》 히타치인 카오루 역
- 2012년 《야쿠자 대 닌자》 호마레 역
- 2012년 《야쿠자 대 닌자 2》 호마레 역